# Núria Llimona i Raymat
Núria Llimona i Raymat   (Barcelona, 17 de març de 1917 - Barcelona, 12 de gener de 2011) va ser una pintora catalana. Fou una reconeguda paisatgista que fugí de les avantguardes. Conreà la natura morta, la figura i, especialment, el paisatge, dins un estil naïf constructiu i postimpressionista, en què el color tingué un paper predominant. També pintà el paisatge urbà de Barcelona, en especial l’Eixample.

## Biografia
Era filla de Joan Llimona i Bruguera i de Maria Raymat i Barcino, germana de la també pintora i il·lustradora Mercè Llimona i Raymat, i neboda de Josep Llimona.
Va ser la penúltima de deu germans i, amb la seva germana Mercè, va heretar la vocació artística del pare. Des dels dotze anys ja volia convertir-se en una gran pintora, en contra del desig de la seva mare, que hauria volgut un futur més adient per a una noia de l'alta burgesia catalana.

## Formació
Durant els anys trenta estudià a l'Escola Oficial de Belles Arts de Barcelona -o escola de Llotja-, que va tancar durant els anys de la guerra civil espanyola pel perill de ser bombardejada per la seva proximitat al mar. Després de la guerra va reprendre els estudis i va obtenir el títol oficial que li permeté fer classes, primer a casa seva i després en aquesta mateixa escola, situada llavors al final de la Via Laietana. Van ser alumnes seves la il·lustradora Fina Rifà o les pintores Carmen Balanzo i Roca, Roser Santacana i Marta Lagarriga.

## Obra
Va fer la primera exposició individual a la galeria de la Llibreria Mediterrània, l'any 1940, a la qual van seguir al llarg dels anys moltes exposicions a les sales més importants de l'època a Barcelona, Madrid, Sitges, Reus, Sabadell, l'Hospitalet, Palma de Mallorca o Andorra. Així, va exposar individualment, a la galeria Syra, la Sala Nonell, la Sala Parés, Gaspar, Grifé & Escoda, Barcino, Lars, l'Acadèmia de Belles Arts de Sabadell, el Cercle de Belles Arts de Lleida, la Galeria d'Art Modern Tom Maddok de Sitges o la Galeria Anquin's de Reus, entre d'altres. I també en diferents mostres col·lectives.
També ha fet ceràmica, una faceta més desconeguda, i ha pintat alguns frescos, com els del monestir de Sant Joan les Fonts, a la Garrotxa, pintats el 1957, els de Sant Pere Màrtir d'Escaldes, a Andorra, de 1980, o els de l'església de la urbanització Masies Catalanes, de Tarragona.
Ha escrit alguns llibresː Las brujas (1995) i El crit del silenci (1996), un recull de dibuixos en blanc i negre fets entre el 1974 i el 1995, que constitueixen una crítica social i que van acompanyats de textos d'escriptors com Josep Maria Ainaud de Lasarte, Carmen Alcalde, Federico García Lorca o el polític Manuel Azaña. Fou presidenta del 9è i 10è Saló Femení de l'Art Actual.

## Reconeixements
Té obra exposada a museus d'art modern de Barcelona i Madrid. Ha obtingut diversos premis, entre els quals la Medalla Fortuny de Reus, la Medalla Morera de Lleida, el primer premi de la Biennal de Lleó... El 2000 va rebre la Creu de Sant Jordi i el 2006 la Medalla d'Honor de Barcelona.
L'any 1989 va exposar a la Sala Parés un recull d'olis sobre Les cases de l'Eixample, que ella mateixa subtitulà «Exposició homenatge als seus arquitectes». Aquestes obres han entrat a formar part de l'obra La Catalunya dels artistes, dels periodistes Aure Farran i Jordi Bes, que convida a resseguir els paisatges reflectits per una vintena d'autors i autores que han pintat a Catalunya.